# نیایشگاه یوحنای قدیس
نیایشگاه یوحنای قدیس یک نیایشگاه متعلق به کلیسای ارتدکس یونان است. این بنا سال ۱۰۸۸ در جزیزه پاتموس ساخته شده‌است. نیایشگاه یوحنای قدیس به همراه غار رستاخیز سال ۱۹۹۹ در فهرست میراث جهانی یونسکو به ثبت رسیده‌است.